# Willi Burow
Willi Burow (* 24. Februar 1912 in Stettin; † 5. April 1975 in Berlin) war ein deutscher Buchbindermeister und Kunsteinbandgestalter in der DDR.

## Leben und Werk
Zu Burows Vita gibt es nur wenige Informationen. Er erwarb den Meistertitel als Buchbinder und arbeitete freiberuflich in Berlin in seinem Beruf. Bedeutend sind von ihm geschaffene Handeinbände für bibliophile Bücher, vor allem aus Leder, zum Teil mit Handvergoldung. U. a. aus Leder fertigte er auch weitere hochwertige und künstlerisch wie handwerklich anspruchsvolle Gebrauchs- und Schmuckgegenstände. Z. B. zeigte er 1952 auf der Wanderausstellung „Berliner Künstler“ eine lederne, handvergoldete Dose für Zigaretten.
Burow war Mitglied des Verband Bildender Künstler der DDR.
Arbeiten Burows aus dessen Nachlass befinden sich in der Deutschen Staatsbibliothek Berlin.

## Ausstellungen (mutmaßlich unvollständig)
- 1952: Bautzen, Görlitz und Zittau (Wanderausstellung „Berliner Künstler“)
- 1955: Berlin, Frühjahrsausstellung Berliner Künstler, Pergamonmuseum
- 1957, 1958 und 1960: Berlin, Bezirkskunstausstellungen
- 1959: Leipzig, Internationale Buchkunstausstellung
- 1962/1963: VI. Deutsche Kunstausstellung, Dresden, Johanneum